# 真鶴駅
真鶴駅（まなづるえき）は、神奈川県足柄下郡真鶴町真鶴（まなつる）にある、東日本旅客鉄道（JR東日本）東海道本線の駅である。駅番号はJT 19。

## 歴史
東海道本線の開通以前は、人車軌道・軽便鉄道の豆相人車鉄道（のちの熱海鉄道）も1896年 - 1923年にかけて存在し、この付近に「真鶴駅」を設けていた。1922年 - 1923年にかけては連絡駅でもあった。

### 年表
- 1922年（大正11年）12月21日：国鉄熱海線国府津駅 - 当駅間の開通と同時に開業[1]。旅客・貨物の取扱を開始[1]。
- 1924年（大正13年）10月1日：熱海線当駅 - 湯河原駅間が開通。
- 1926年（大正15年）頃：全国的に駅名表示が見直される中、発音通りに「まなずる」と表記される（1929年（昭和4年）に「まなづる」に戻る[2]）。
- 1934年（昭和09年）12月1日：熱海線所属から東海道本線所属に変更。
- 1970年（昭和45年）5月20日：貨物の取扱を廃止[1]。
- 1972年（昭和47年）3月15日：荷物の取扱を廃止[1]。
- 1977年（昭和52年）5月27日：構内の上り線で26両編成の貨物列車のうちの16両が脱線、うち12両が転覆。死傷者はなし[3]。
- 1981年（昭和56年）10月1日：特急「踊り子」の一部列車（上下2本ずつ）が停車開始[4]。
- 1987年（昭和62年）
  - 3月31日：貨物の取扱を再開[1]。ただし定期の貨物列車発着はないまま。
  - 4月1日：国鉄分割民営化により、JR東日本・JR貨物の駅となる[1]。
- 1989年（平成元年）3月11日：快速「アクティー」の停車駅となり、特急「踊り子」の停車駅からはずれる。
- 2001年（平成13年）11月18日：ICカード「Suica」の利用が可能となる。
- 2003年（平成15年）5月31日：当駅からの砕石輸送が終了[5]。
- 2006年（平成18年）4月1日：JR貨物の駅が廃止され、貨物取扱が終了[6]。
- 2015年（平成27年）7月10日：自動改札機を新型に更新。
- 2016年（平成28年）8月15日：改札階とホーム階を結ぶエスカレーターが終日上り運転となる。

## 駅構造
島式ホーム1面2線を有する地上駅。上下本線のほか、ホームのない待避線が上下とも1線ずつある。
駅舎とホームは地下通路で連絡している。
小田原・伊豆統括センター管理の直営駅である。Suica対応自動改札機・指定席券売機・みどりの窓口設置駅。

### のりば
| 番線 | 路線           | 方向 | 行先                                 |
| ---- | -------------- | ---- | ------------------------------------ |
| 1    | 東海道線       | 下り | 熱海・伊東・沼津方面                 |
| 2    | 東海道線       | 上り | 小田原・横浜・東京・宇都宮・高崎方面 |
| 2    | 上野東京ライン | 上り | 小田原・横浜・東京・宇都宮・高崎方面 |

（出典：JR東日本:駅構内図）

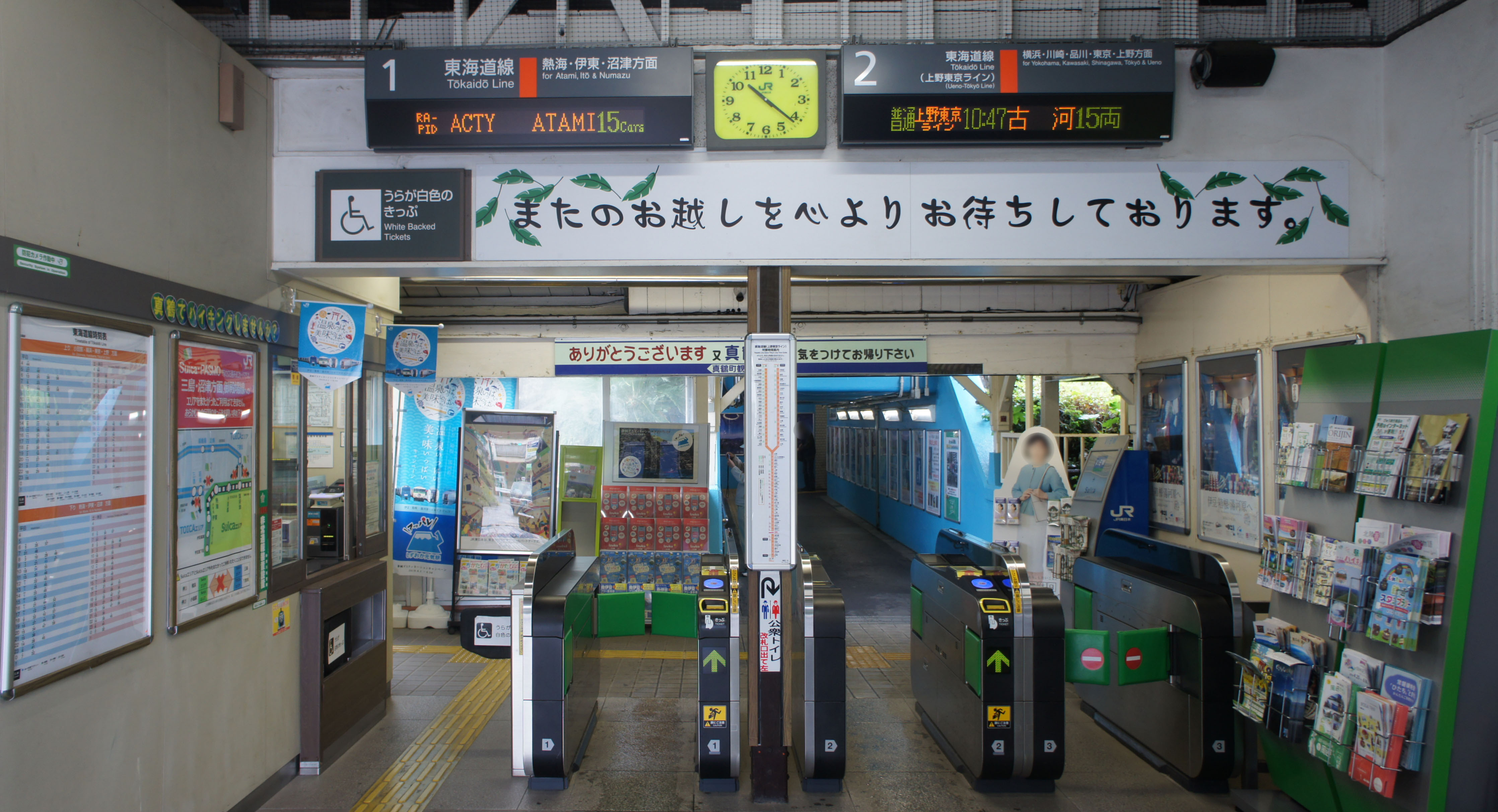
改札口
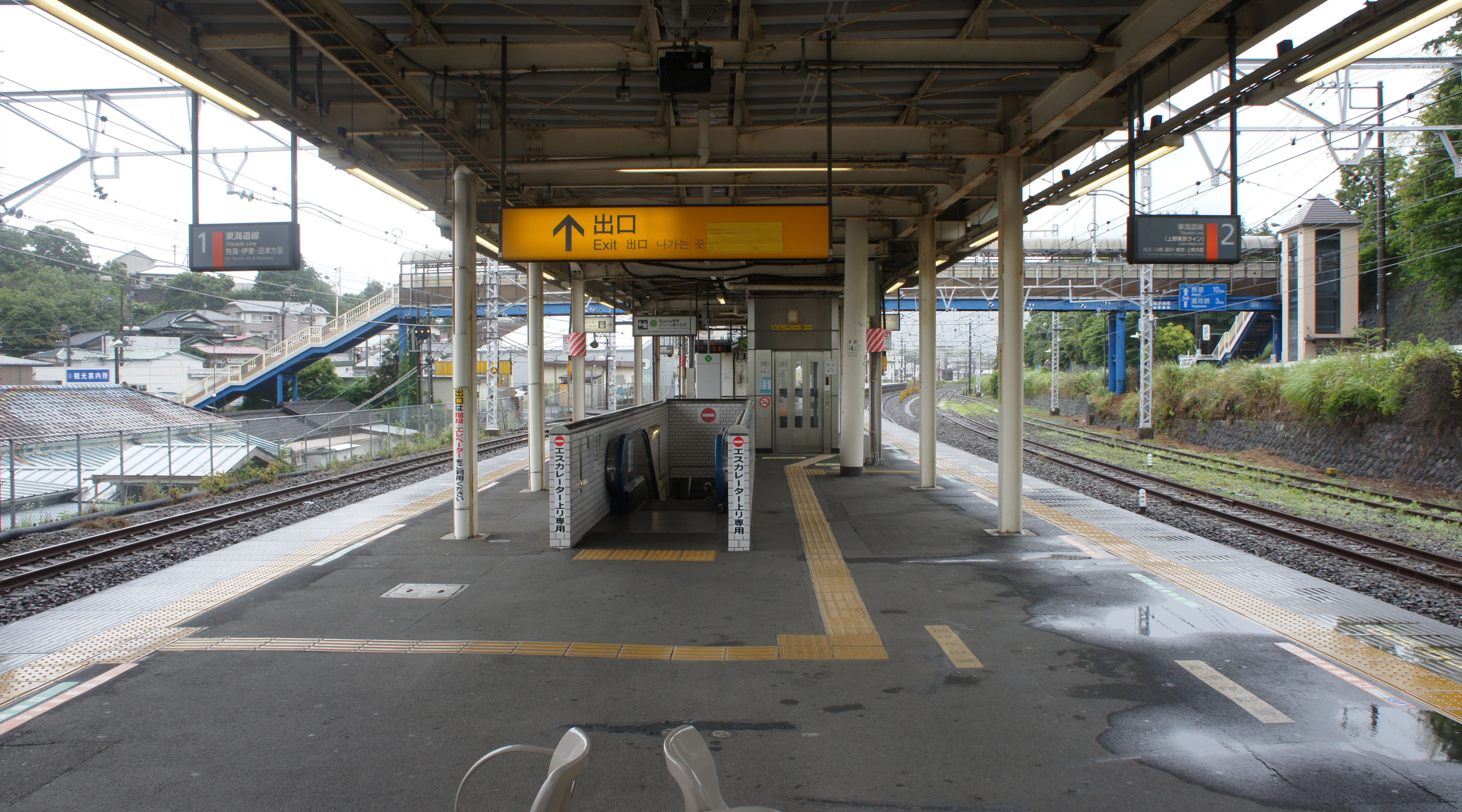
ホーム
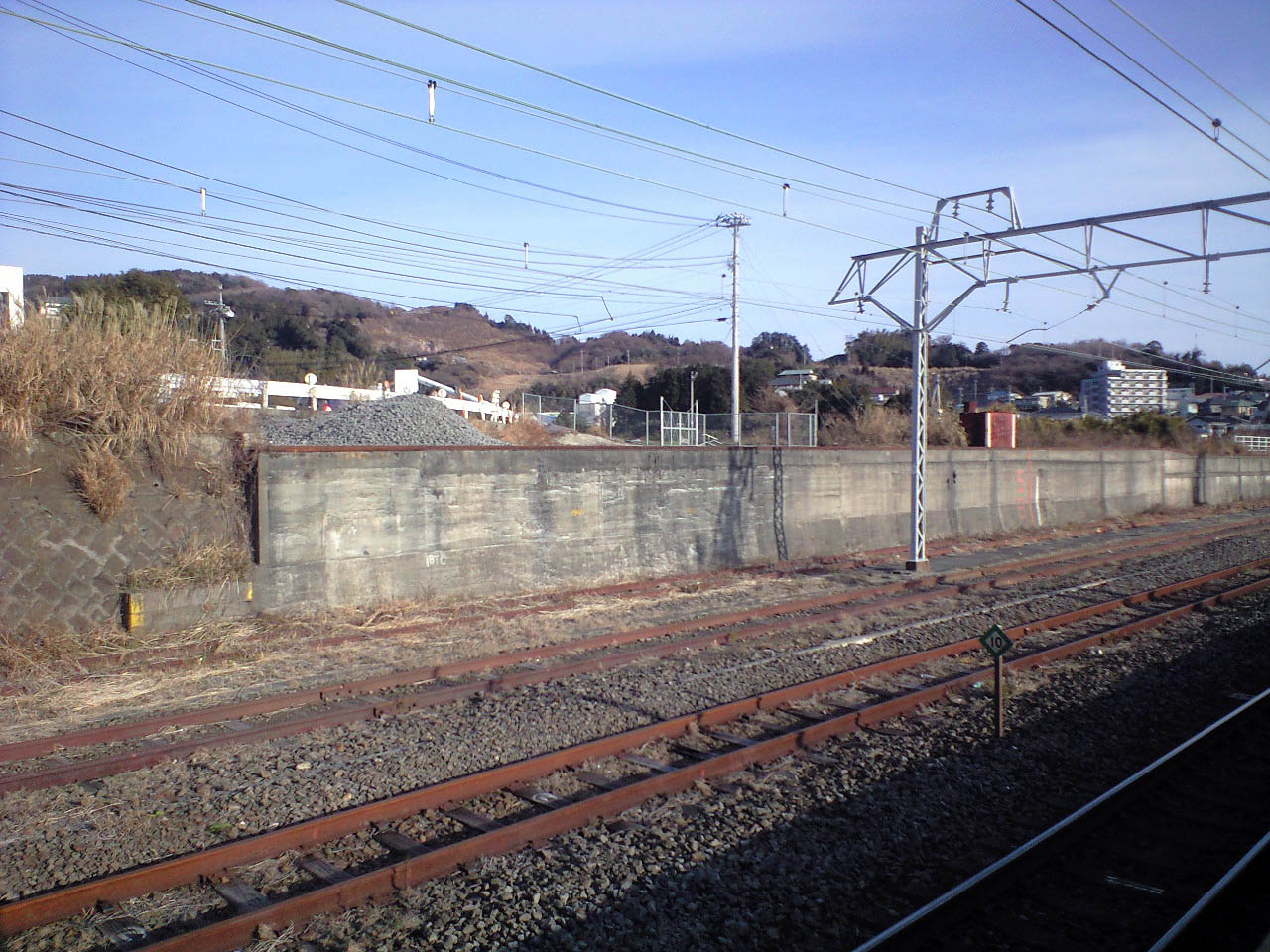
砕石積込設備跡

## 駅弁
JTB時刻表 2025年3月号には真鶴駅の駅弁の掲載は無い。かつては、主な駅弁として下記を販売していたが、現在ではNewDaysミニ真鶴1号店で販売されている場合がある。
- 小鯵押寿司
- 鯛めし
- おたのしみ弁当
- うなぎ、金目鯛と銀鮭のあいのせ御膳

## 利用状況
2023年度（令和5年度）の1日平均乗車人員は2,706人である。東海道本線のJR東日本管轄区間の駅では根府川駅、早川駅に次いで3番目に少ない。
1995年度（平成7年度）以降の推移は下記の通り。
| 年度               | 1日平均 乗車人員 | 出典     |
| ------------------ | ---------------- | -------- |
| 1995年（平成07年） | 5,091            | [ * 1 ]  |
| 1998年（平成10年） | 4,928            | [ * 2 ]  |
| 1999年（平成11年） | 4,844            | [ * 3 ]  |
| 2000年（平成12年） | 4,779            | [ * 3 ]  |
| 2001年（平成13年） | 4,545            | [ * 4 ]  |
| 2002年（平成14年） | 4,300            | [ * 5 ]  |
| 2003年（平成15年） | 4,314            | [ * 6 ]  |
| 2004年（平成16年） | 4,213            | [ * 7 ]  |
| 2005年（平成17年） | 4,161            | [ * 8 ]  |
| 2006年（平成18年） | 4,153            | [ * 9 ]  |
| 2007年（平成19年） | 4,141            | [ * 10 ] |
| 2008年（平成20年） | 4,070            | [ * 11 ] |
| 2009年（平成21年） | 3,948            | [ * 12 ] |
| 2010年（平成22年） | 3,781            | [ * 13 ] |
| 2011年（平成23年） | 3,669            | [ * 14 ] |
| 2012年（平成24年） | 3,642            | [ * 15 ] |
| 2013年（平成25年） | 3,574            | [ * 16 ] |
| 2014年（平成26年） | 3,456            | [ * 17 ] |
| 2015年（平成27年） | 3,444            | [ * 18 ] |
| 2016年（平成28年） | 3,376            | [ * 19 ] |
| 2017年（平成29年） | 3,356            |          |
| 2018年（平成30年） | 3,298            |          |
| 2019年（令和元年） | 3,133            |          |
| 2020年（令和02年） | 2,294            |          |
| 2021年（令和03年） | 2,433            |          |
| 2022年（令和04年） | 2,646            |          |
| 2023年（令和05年） | 2,706            |          |

## 駅周辺

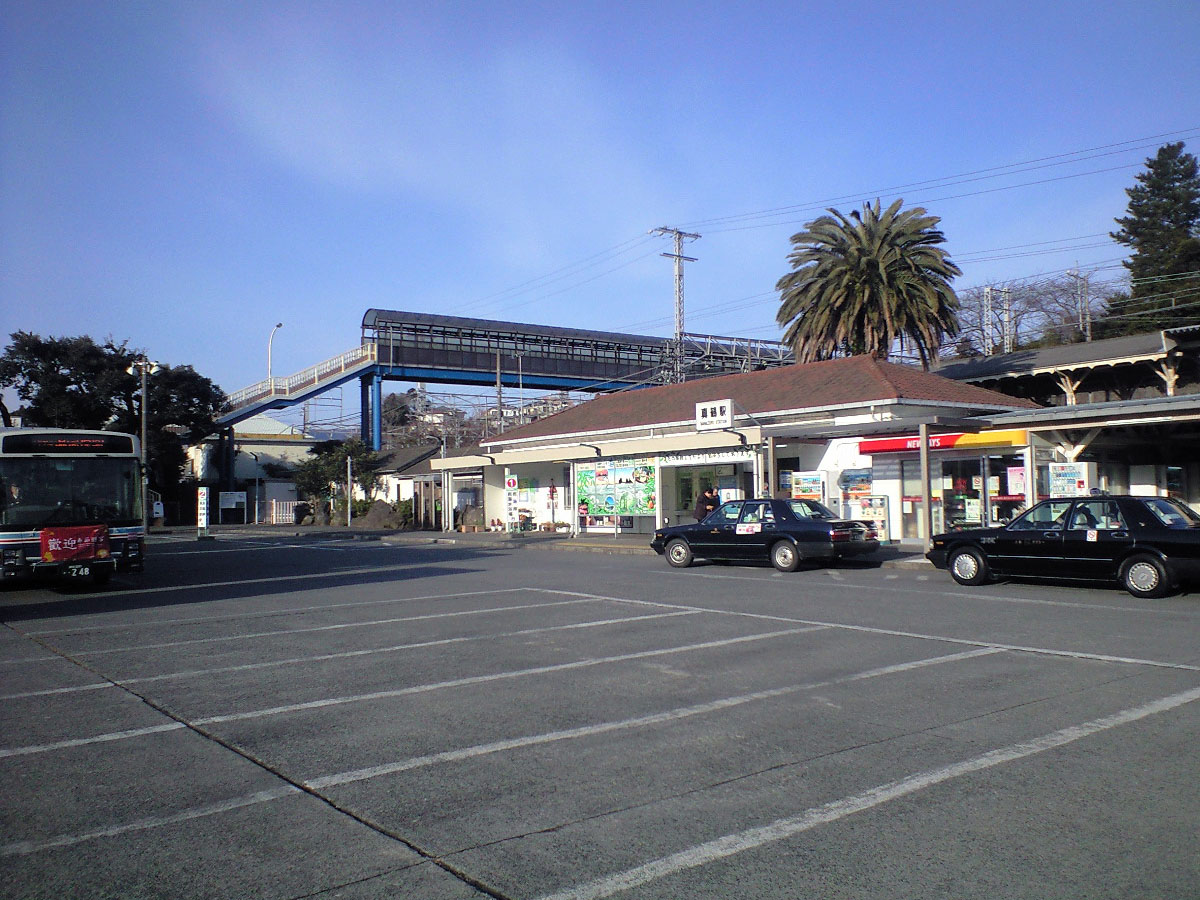
駅前
後方に跨線人道橋が見える。

駅名と町名は「まなづる」、大字は「まなつる」と読む。
官公庁・公共施設
- 真鶴町役場
- まなづる図書館
- 真鶴町立体育館
- 真鶴地域情報センター
- 真鶴町民センター（真鶴町公民館）
- 真鶴町立コミュニティ真鶴
- 岩ふれあい館（旧真鶴町立岩小学校）
- 湯河原町ヘルシープラザ

教育
- 真鶴町立真鶴中学校
- 真鶴町立まなづる小学校
- 湯河原町立東台福浦小学校
- 横浜国立大学臨海環境センター

医療
- 真鶴町国民健康保険診療所

金融機関・郵便局
- JAかながわ西湘真鶴駅前支店
- さがみ信用金庫真鶴駅前支店
- 真鶴郵便局
- 真鶴港郵便局

店舗
- クリエイトSD 真鶴駅前店
- 小田原百貨店真鶴店
- セイジョー真鶴店

道路
- 国道135号
- 神奈川県道740号小田原湯河原線
- 真鶴道路
- 小田原湯河原広域農道
- 白銀林道

漁港
- 岩漁港
- 真鶴漁港
- 福浦漁港

海水浴場
- 岩海岸 - 岩海水浴場（源頼朝船出の浜）
- 吉浜海岸 - 湯河原海水浴場

公園
- 神奈川県立真鶴半島自然公園 - 箱根ジオパーク
  - 真鶴岬（三ツ石、三ツ石海岸）
  - ケープ真鶴（旧、真鶴ケープパレス）
- お林展望公園（旧、真鶴サボテンランド）
  - お林展望公園パークゴルフ場
- 荒井城址公園
- 星が山公園 さつきの郷
- 湯河原町総合運動公園
  - パークゴルフ場
  - ゆめ公園

神社・仏閣
- 貴船神社
- 津島神社
- 西念寺
  - 黒田長政供養の碑（小松石、本小松石先代石工の碑）
- 瀧門寺
  - 五層塔と頌徳碑
  - 宝篋印塔
- 児子神社
- 発心寺
- 自泉院
- 常泉寺

## バス路線・タクシー

### バス路線
「真鶴駅」停留所にて、箱根登山バス、伊豆箱根バス、湯河原町コミュニティバス、真鶴町コミュニティバスが運行する路線バスが発着する。
| のりば | 運行事業者               | 行先                          | 出典   |
| ------ | ------------------------ | ----------------------------- | ------ |
| 1      | 真鶴町コミュニティバス   | 岩 (真鶴町)                   | [ 10 ] |
| 2      | 伊豆箱根バス             | 湯河原駅                      | [ 10 ] |
| 3      | 伊豆箱根バス             | - ケープ真鶴 - 中川一政美術館 | [ 10 ] |
| 4      | 箱根登山バス             | 湯河原駅                      | [ 9 ]  |
| 5      | 箱根登山バス             | 湯河原駅                      | [ 9 ]  |
| 6      | 湯河原町コミュニティバス | 湯河原駅                      | [ 11 ] |
| 7      | 箱根登山バス             | 湯河原駅                      | [ 9 ]  |

### タクシー
- 真鶴タクシー
- 湯河原タクシー
- 門川ハイヤー

## 隣の駅
東日本旅客鉄道（JR東日本）
 東海道線
■普通
根府川駅 (JT 18) - 真鶴駅 (JT 19) - 湯河原駅 (JT 20)
なお、湘南新宿ラインの特別快速が小田原 - 熱海駅間で延長運転されることがあるが、新宿方面行き列車は当駅を出ると次の停車駅は小田原駅となる。なお、2021年3月12日までは快速「アクティー」も乗り入れていたが、こちらは小田原駅まで各駅に停車していた。

### 記事本文
1. 1 2 3 4 5 6 7  石野哲 編『停車場変遷大事典 国鉄・JR編』 II（初版）、JTB、1998年10月1日、16-17頁。ISBN 978-4-533-02980-6。
2. ↑  駅名表示を旧仮名遣いに戻す、鉄相厳命『東京朝日新聞』昭和4年4月10日（『昭和ニュース事典第2巻 昭和4年-昭和5年』本編p444-445 昭和ニュース事典編纂委員会 毎日コミュニケーションズ刊 1994年）
3. ↑  朝日新聞1977年5月28日朝刊23面
4. ↑  「日本国有鉄道時刻表1981年10月1日ダイヤ改正号」
5. ↑  木村和夫 「真鶴工臨の中止とEF65-1059」『鉄道ファン』2003年10月号
6. ↑  『貨物駅の廃止及び呼称の統一について』（PDF）（プレスリリース）日本貨物鉄道、2006年3月16日。オリジナルの2021年3月17日時点におけるアーカイブ。2021年3月17日閲覧。
7. ↑  “まなづるの統計”.   真鶴町. p. 40. 2023年7月25日閲覧。
8. ↑  “神奈川県県勢要覧”.   神奈川県 (2023年4月28日). 2023年7月25日閲覧。
9. 1 2 3  “真鶴駅｜時刻表・のりば｜運行情報”. 箱根ナビ. 2023年7月25日閲覧。
10. 1 2  “真鶴駅 行き先一覧”. 伊豆箱根バス. 2023年7月25日閲覧。
11. 1 2  “コミュニティバス時刻表”. 四季彩のまち湯河原公式ホームページ. 2023年7月25日閲覧。

### 利用状況
JR東日本の2000年度以降の乗車人員
1. ↑  各駅の乗車人員（2000年度） - JR東日本
2. ↑  各駅の乗車人員（2001年度） - JR東日本
3. ↑  各駅の乗車人員（2002年度） - JR東日本
4. ↑  各駅の乗車人員（2003年度） - JR東日本
5. ↑  各駅の乗車人員（2004年度） - JR東日本
6. ↑  各駅の乗車人員（2005年度） - JR東日本
7. ↑  各駅の乗車人員（2006年度） - JR東日本
8. ↑  各駅の乗車人員（2007年度） - JR東日本
9. ↑  各駅の乗車人員（2008年度） - JR東日本
10. ↑  各駅の乗車人員（2009年度） - JR東日本
11. ↑  各駅の乗車人員（2010年度） - JR東日本
12. ↑  各駅の乗車人員（2011年度） - JR東日本
13. ↑  各駅の乗車人員（2012年度） - JR東日本
14. ↑  各駅の乗車人員（2013年度） - JR東日本
15. ↑  各駅の乗車人員（2014年度） - JR東日本
16. ↑  各駅の乗車人員（2015年度） - JR東日本
17. ↑  各駅の乗車人員（2016年度） - JR東日本
18. ↑  各駅の乗車人員（2017年度） - JR東日本
19. ↑  各駅の乗車人員（2018年度） - JR東日本
20. ↑  各駅の乗車人員（2019年度） - JR東日本
21. ↑  各駅の乗車人員（2020年度） - JR東日本
22. ↑  各駅の乗車人員（2021年度） - JR東日本
23. ↑  各駅の乗車人員（2022年度） - JR東日本
24. ↑  各駅の乗車人員（2023年度） - JR東日本

神奈川県県勢要覧
1. ↑  線区別駅別乗車人員（1日平均）の推移 (PDF)  - 17ページ
2. ↑  神奈川県県勢要覧（平成12年度）- 220ページ
3. 1 2  神奈川県県勢要覧（平成13年度） (PDF)  - 222ページ
4. ↑  神奈川県県勢要覧（平成14年度） (PDF)  - 220ページ
5. ↑  神奈川県県勢要覧（平成15年度） (PDF)  - 220ページ
6. ↑  神奈川県県勢要覧（平成16年度） (PDF)  - 220ページ
7. ↑  神奈川県県勢要覧（平成17年度） (PDF)  - 222ページ
8. ↑  神奈川県県勢要覧（平成18年度） (PDF)  - 222ページ
9. ↑  神奈川県県勢要覧（平成19年度） (PDF)  - 224ページ
10. ↑  神奈川県県勢要覧（平成20年度） (PDF)  - 228ページ
11. ↑  神奈川県県勢要覧（平成21年度） (PDF)  - 238ページ
12. ↑  神奈川県県勢要覧（平成22年度） (PDF)  - 236ページ
13. ↑  神奈川県県勢要覧（平成23年度） (PDF)  - 236ページ
14. ↑  神奈川県県勢要覧（平成24年度） (PDF)  - 232ページ
15. ↑  神奈川県県勢要覧（平成25年度） (PDF)  - 234ページ
16. ↑  神奈川県県勢要覧（平成26年度） (PDF)  - 236ページ
17. ↑  神奈川県県勢要覧（平成27年度） (PDF)  - 236ページ
18. ↑  神奈川県県勢要覧（平成28年度） (PDF)  - 244ページ
19. ↑  神奈川県県勢要覧（平成29年度） (PDF)  - 236ページ